# Dar Pomorza
Die Dar Pomorza ist ein dreimastiges Vollschiff, das jahrelang in Polen als Segelschulschiff eingesetzt wurde und jetzt als Museumsschiff in Gdingen liegt.

## Geschichte
Das Schiff lief am 12. Oktober 1909 als Prinzeß Eitel Friedrich, benannt nach Sophie Charlotte von Oldenburg, der Frau des Prinzen Eitel Friedrich von Preußen, bei Blohm & Voss in Hamburg vom Stapel und wurde 1910 als zweiter Neubau des Deutschen Schulschiff-Vereins als Segelschulschiff für die seemännische Grundausbildung in Dienst gestellt. Heimathafen war Oldenburg. Sowohl die Bauaufsicht als auch die anschließende Jungfernfahrt erfolgte unter der Leitung von Richard Dressler. Er blieb bis 1914 Kapitän des Schiffes.

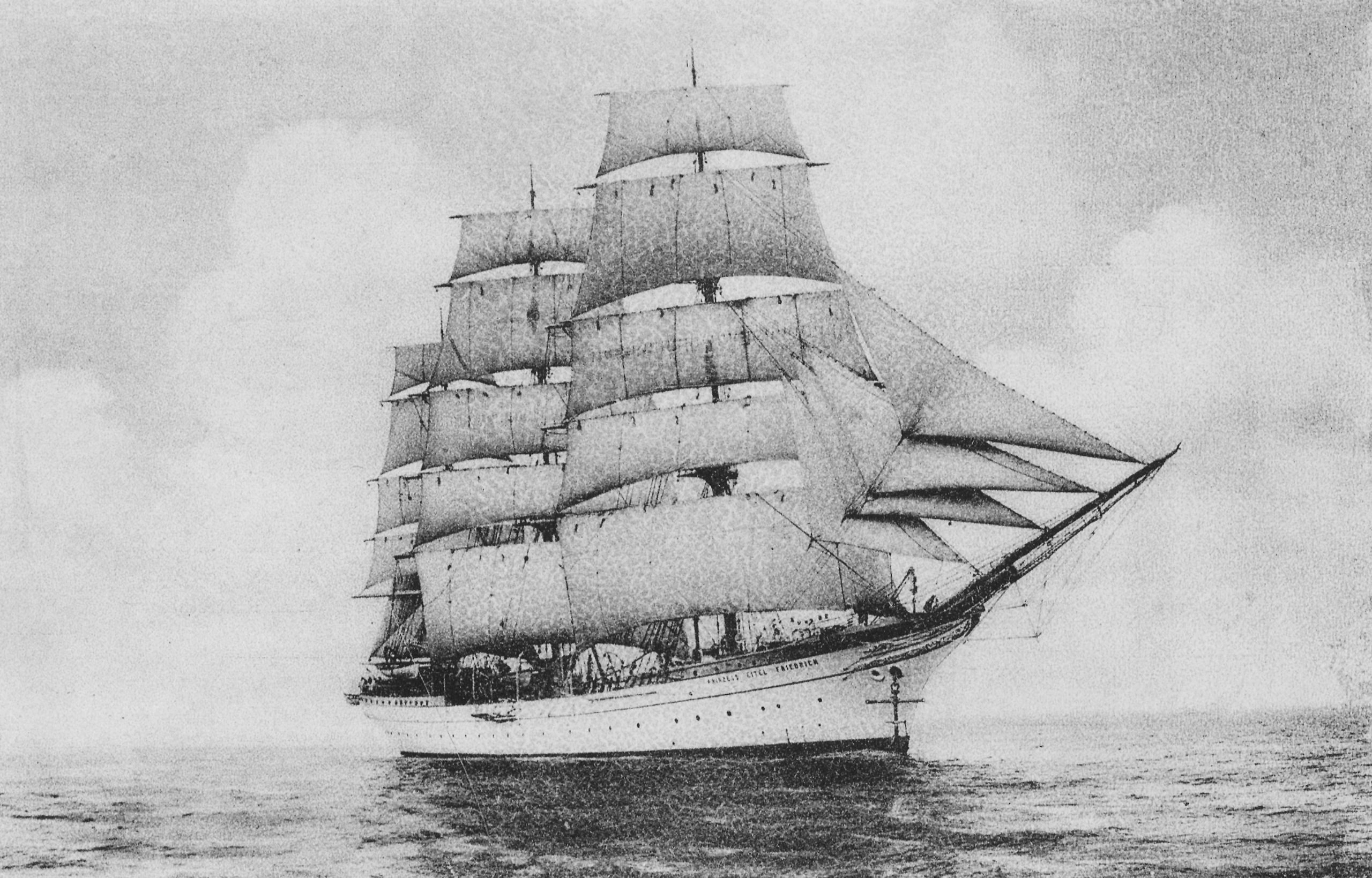
Als Prinzeß Eitel Friedrich um 1915

Nach dem Ersten Weltkrieg wurde das Schiff 1920 als Reparationsleistung zunächst nach Großbritannien und dann nach Frankreich gebracht. Umbenannt in Colbert sollte es der Seefahrtschule in Saint-Nazaire zur Verfügung stehen, die es jedoch nicht nutzte. Anschließend wurde es als Ersatz für eine im Krieg verlorengegangene Yacht Eigentum des Barons de Foreste. Angesichts der hohen Kosten für den Umbau zu einer Segelyacht und deren Unterhalt bot dieser das Schiff jedoch 1929 zum Verkauf an.
Das Komitee der Nationalen Flotte in Pommern (Pomorski Komitet Floty Narodowej) kaufte das Schiff als Ersatz der Bark Lwów für den Betrag von 7.000 Pfund Sterling. Dieses Geld stammte aus einer öffentlichen Sammlung in der Woiwodschaft Pommerellen. 1929/30 verlegt im Schlepp als „Pomorze“ nach Nakskov (Dänemark). Die Regierung Polens ließ das Schiff dort generalüberholen und mit einem Hilfsantrieb ausstatten. Am 30. Juni 1930 erhielt das Schiff in Gdingen seinen neuen Namen Dar Pomorza („Gabe Pommerns“), um auf Dauer daran zu erinnern, wer die Indienststellung des Schiffes ermöglichte. Am 13. Juli 1930 wurde das Schiff an die Staatliche Schifffahrtsschule in Gdingen übergeben, nicht ohne dass das Schiff und seine Flagge zuvor kirchlich geweiht wurden.

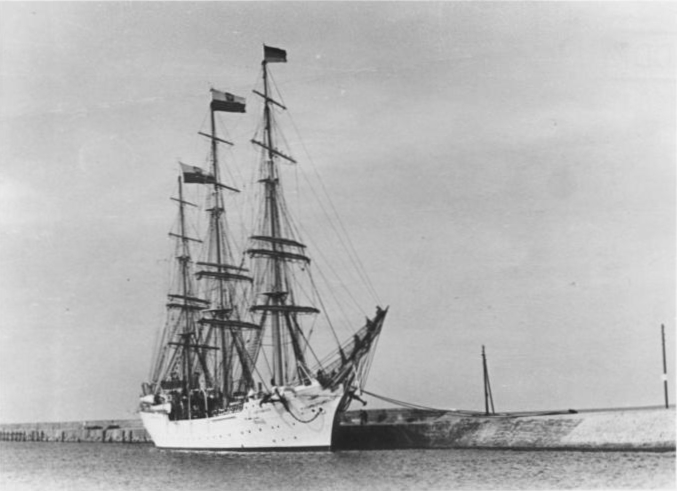
Die Dar Pomorza in Warnemünde, 1952

1934/35 unternahm die Dar Pomorza via Panamakanal eine Weltreise über 352 Tage und 39.000 Seemeilen. 1936 ließ die Zweite Polnische Republik aus Anlass des 15. Jahrestags der Gründung des Seehafens Gdingen zwei Gedenkmünzen zu zwei bzw. fünf Złoty mit einer Abbildung der Dar Pomorza prägen. 1936/37 erfolgte eine besondere Reise zwecks Umrundung von Kap Hoorn. Während einer Ostsee-Reise verließ das Schiff am 24. August 1939 den Hafen von Libau mit Ziel Gdingen. Wegen des deutschen Überfalls auf Polen verlegte die Schiffsführung die Dar Pomorza nach Stockholm ins neutrale Schweden, wo das Schiff für die Dauer des Zweiten Weltkrieges verblieb. An Bord blieb nur ein Teil der Stammbesatzung. Der Rest der Stammbesatzung und die 149 Schüler gingen nach Großbritannien, um sich dort dem Widerstand gegen das Dritte Reich anzuschließen. Nach Kriegsende traf die Dar Pomorza am 25. Oktober 1945 wieder in ihrem polnischen Heimathafen Gdingen ein. 1946 unternahm das Schiff seine erste Ausbildungsfahrt nach dem Krieg. In den Folgejahren unternahm das Schiff zahlreiche Ausbildungsfahrten als Schulschiff der Höheren Marineschule für Offiziere „Helden der Westerplatte“. Die Dar Pomorza siegte bei der Operation Sail 1972 und belegte bei der gleichen Veranstaltung 1974 den dritten Platz.

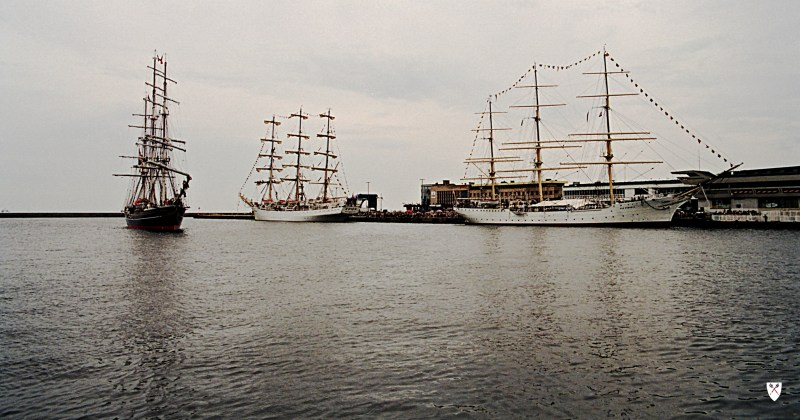
Die Dar Pomorza (rechts) bei der Operation Sail 2003 in Gdynia

Wegen Überalterung wurde das Schiff, das am 28. September 1981 von ihrer letzten Reise nach Kotka in Finnland zurückgekehrt war, am 4. Juli 1982 außer Dienst gestellt und festlich durch den Neubau Dar Młodzieży ersetzt.
In ihrer Zeit bei der polnischen Handelsflotte führte die Dar Pomorza 102 Fahrten mit insgesamt ca. einer halben Million Seemeilen durch; dabei wurden 13.384 Schüler der Schifffahrtsschule ausgebildet.
Seit dem 16. November 1982 ist das Schiff als Museumsschiff unter der Verwaltung des Polnischen Schifffahrtsmuseums in Danzig zu besichtigen. Nach ihrer Überholung eröffnete die Dar Pomorza am 28. Mai 1983 im Präsidentenbassin an der Südmole in Gdingen ihre Pforten für die Besucher. Im Oktober 2009 feierte das Schiff festlich seinen 100. Geburtstag, wobei u. a. eine „zweite Taufe“ durch Barbara Szczurek (Ehefrau des Oberbürgermeisters von Gdingen) als Taufpatin vollzogen wurde.